# 图尔奈-穆斯克龙区
图尔奈-穆斯克龙区（法語：Arrondissement de Tournai-Mouscron）是比利时瓦隆大区埃諾省的一个区，于2019年由圖爾奈區和穆斯克龙区合并而成。該區轄有11個市鎮，面積708.70平方千米，2020年人口為223,553人。

## 市镇
图尔奈-穆斯克龙区下辖以下市鎮：
- 昂图万（Antoing）
- 布吕讷欧（Brunehaut）
- 塞勒（Celles）
- 科米讷-瓦尔讷通（Comines-Warneton）
- 埃坦皮（Estaimpuis）
- 勒兹昂埃诺（Leuze-en-Hainaut）
- 蒙德朗克吕（Mont-de-l'Enclus）
- 穆斯克龙（Mouscron）
- 佩克（Pecq）
- 佩尔韦（Péruwelz）
- 吕姆（Rumes）
- 图尔奈（Tournai）